# Liste der israelischen Botschafter in Guatemala
Die Regierung von Juan José Arévalo nahm mit der Regierung David Ben Gurion 1949 diplomatische Beziehungen auf.
Die Auslandsvertretung Israels in Guatemala wurde 1960 zur Botschaft aufgewertet.

## Botschafter
| Ernennung/Akkreditierung | Name                  | Bemerkungen | Posten verlassen |
| ------------------------ | --------------------- | --- | ---------------- |
| 1949                     | Eric Heinemann        | Honorarkonsul war vorher der Vertreter der Jewish Agency in Guatemala |                  |
| 1960                     | Joshua N. Shai        | vertrat 1964 Israel auf der Hochzeit von Konstantin II. (Griechenland) | 1968             |
| 1968                     | Moshé Tov             | gleichzeitig in San Salvador, Managua und Tegucigalpa akkreditiert; | 1971             |
| 1981                     | Moshé Dayán           | 1981 auch in El Salvador als Botschafter akkreditiert. Ab 1976 Waffenlieferungen von Israel in die Konfliktgebiete Nicaragua, Guatemala und El Salvador. Am 12. Januar 1982 wurde ein Sprengkörper auf die Botschaft in Guatemala-Stadt geworfen. |                  |
| 1992                     | Jacques Yaacov Deckel | (* 1933) 1996 Botschafter in Kolumbien |                  |
| 1993                     | Shlomo Cohen          | gleichzeitig in Managua akkreditiert; 1986–1990 Botschafter in Tegucigalpa. | 2001             |
| 2007                     | Isaac Bachman         | | 2009             |
| 2009                     | Eliahu López          | |                  |